# Kirsten Boie
Kirsten Boie, född 19 mars 1950 i Hamburg, är en tysk barnboksförfattare.
Hon studerade tyska och engelska som stipendiat i England för en tid och doktorerade i litteraturvetenskap på Bertolt Brechts tidiga prosa. Från 1978 till 1983 undervisade Boie vid ett gymnasium och på en enhetsskola. På myndigheternas begäran upphörde hon med denna syssla efter att ha adopterat sitt första barn och började skriva.
1985 utkom hennes första bok, Paule ist ein Glücksgriff, som snabbt rönte framgång.
Särskilt omtyckta är hennes olika berättelseserier, som historierna från Möwenweg (en ”modern Bullerby” i radhus), om Lena (”Matilda” i svenska översättningen, en flicka i grundskoleåldern), Juli (”Julius”, en pojke i förskoleåldern) och marsvinet King-Kong. Hon har tagit upp arvet efter Astrid Lindgren, enligt Frankfurter Allgemeine Zeitung, och har gett ut över 80 böcker.
Kirsten Boie är gift med en skolledare, moder till två numera vuxna adoptivbarn och bor med sin familj i Hamburg.
Under vinterterminen 2006/07 innehade hon poetikprofessuren vid  Carl-von-Ossietzky-Universität Oldenburg i Oldenburg.